# Joana Prado

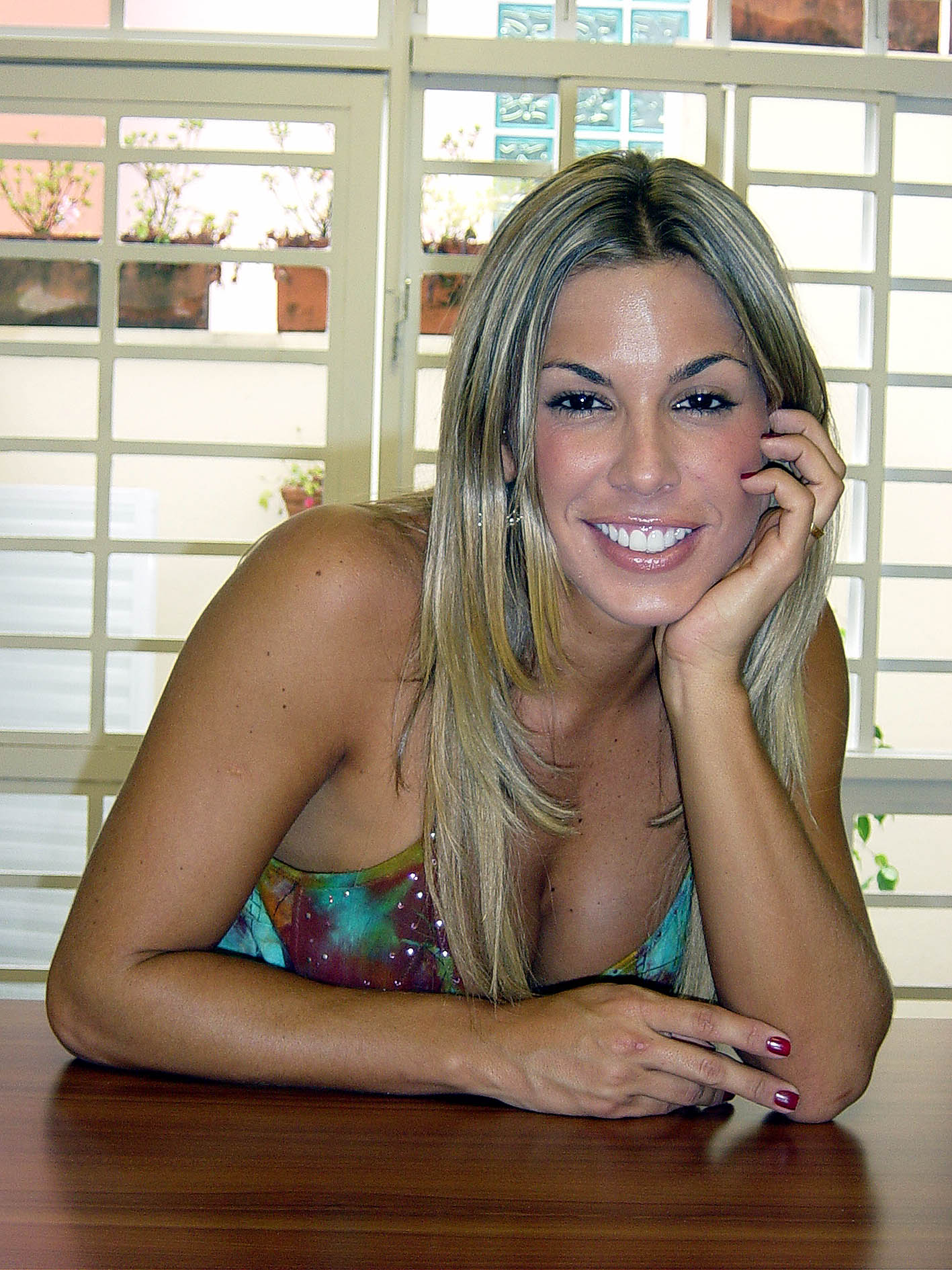
Joana Prado

Joana Mortimer Prado, auch bekannt unter ihrem Pseudonym Feiticeira („Hexe“) (* 22. Juni 1976 in São Paulo) ist ein brasilianisches Model, das dreimal auf dem Cover der brasilianischen Ausgabe des Playboys abgebildet war. 

## Leben und Karriere
Bekanntheit erlangte Joana Prado durch Verwendung ihres Pseudonyms Feiticeira bei der Moderation ihres eigenen Segments, einer Spielshow, in der eigentlichen Haupt-Show mit dem Titel H. Ihre Spielshow war gezielt an Jugendliche ausgerichtet und wurde dank ihr und ihrer Landsfrau, dem Sexsymbol Suzana Alves, ein großer Hit. An ihrer Spielshow durften nur Männer teilnehmen. Falsche Antworten auf die Fragen wurden bestraft, wobei Feiticeira den jeweiligen Kandidaten demütigte, indem sie ihm zum Beispiel seine Beine mit Wachs übergoss oder seinen Kopf rasierte. Für die richtige Beantwortung der Fragen wurde den Teilnehmern ein Wunsch an Feiticeira gewährt, wie zum Beispiel Zeit mit ihr alleine zu verbringen oder mit ihr Liebesspiele zu zelebrieren. Sexueller Kontakt wurde jedoch ausgeschlossen.
Prado ist mit dem brasilianischen MMA-Kämpfer Vitor Belfort verheiratet und hat mit ihm drei Kinder.